# Räumlicher Bogenschnitt
Ein räumlicher Bogenschnitt (Trisphäration) ist eine geodätische Ortungsmethode im 3D-Raum, bei der die genaue räumliche Lage eines Punktes aus drei Entfernungsmessungen bestimmt wird. Die Lösung der Aufgabe läuft auf den Schnitt dreier Kugeln hinaus.
Im Gegensatz zur ebenen Lösung – dem einfachen Bogenschnitt – auf der Erdoberfläche oder einer Landkarte ist wegen der dritten zu bestimmenden Koordinate (meist der Höhe) auch ein dritter Entfernungskreis notwendig, der im 3D-Raum zu einer Kugel erweitert werden muss.